# Terry Venables
Terence ("Terry") Frederick Venables (Dagenham, 6 januari 1943 – 25 november 2023) was een Engels voetballer en voetbalcoach. Hij was onder andere bondscoach van Engeland.
Als profvoetballer speelde Venables bij Chelsea (1960-1966), Tottenham Hotspur (1966-1969), Queens Park Rangers (1969-1974) en Crystal Palace (1974). Hij speelde twee interlands voor het nationaal elftal.
Venables begon als coach bij Crystal Palace in 1976. In 1980 vertrok hij naar Queens Park Rangers, waar de Engelsman vier jaar bleef. Van mei 1984 tot oktober 1987 was hij coach bij FC Barcelona. Venables leidde de Catalaanse club naar de Spaanse landstitel in 1985. In 1986 werd in de finale van de European Cup I na strafschoppen verloren van Steaua Boekarest. In november 1987 ging hij aan de slag bij Tottenham Hotspur, waar hij tot juli 1991 bleef. In januari 1994 werd Venables aangesteld als bondscoach van Engeland als opvolger van Graham Taylor. Na het EK van 1996 werd hij ontslagen. Daarna was Venables werkzaam bij Middlesbrough (2000-2001) en Leeds United (2002-2003). De laatste klus in het voetbal was als assistent-bondscoach onder Steve McClaren bij de Engelse nationale ploeg, waar ze werden ontslagen nadat de ploeg het EK van 2008 misliep.
Venables overleed op 80-jarige leeftijd.